# دیانو کاستلو
دیانو کاستلو (به ایتالیایی: Diano Castello) یک کومونه در ایتالیا است که در استان ایمپریا واقع شده‌است. دیانو کاستلو ۶٫۰ کیلومتر مربع مساحت و ۲٬۰۶۱ نفر جمعیت دارد.